# Mùa bão Tây Bắc Thái Bình Dương 2011
Mùa bão Tây Bắc Thái Bình Dương 2011 là một sự kiện mà theo đó các xoáy thuận nhiệt đới hình thành ở vùng phía tây bắc của Thái Bình Dương. Mùa bão sẽ kéo dài trong suốt năm 2011 với phần lớn các cơn bão hình thành từ tháng 5 đến tháng 11. Bài viết này chỉ đề cập đến các cơn bão hình thành trong phạm vi của Thái Bình Dương ở Bắc Bán Cầu và từ kinh tuyến 100 đến 180 độ. Trong khu vực tây bắc Thái Bình Dương, có 2 cơ quan khí tượng hoạt động độc lập nhau, nên một cơn bão có thể có 2 tên gọi khác nhau. JMA sẽ đặt tên cho một cơn bão khi sức gió duy trì trong vòng 10 phút đạt ít nhất 65 km/h, (40 mph) bất kỳ nơi đây trong vùng đã đề cập trên. Trong Khi đó, PAGASA sẽ đặt tên cho một cơn bão khi nó hình thành từ một áp thấp nhiệt đới trong phạm vi giám sát của họ giữa 135°Đ và 115°Đ và giữa 5°B-25°B thậm chí JMA đã đặt tên cho nó. Các áp thấp nhiệt đới được JTWC theo dõi và đặt tên có ký tự "W" phía trước một con số.

## Các cơn bão

### Áp thấp nhiệt đới 01W
Cấp bão (Việt Nam): cấp 7 - áp thấp nhiệt đới.
Cấp bão (Nhật Bản): 30 hải lý / 1 giờ - áp thấp nhiệt đới. Áp suất:1004 mbar (hPa).
Cấp bão (Hoa Kỳ): 30 hải lý / 1 giờ - áp thấp nhiệt đới.

### Áp thấp nhiệt đới 02W (Amang)
Cấp bão (Việt Nam): cấp 7 - áp thấp nhiệt đới.
Cấp bão (Nhật Bản): 30 hải lý / 1 giờ - áp thấp nhiệt đới. Áp suất:1000 mbar (hPa).
Cấp bão (Hoa Kỳ): 30 hải lý / 1 giờ - áp thấp nhiệt đới.

### Bão Aere (Bebeng)
Cấp bão (Việt Nam): cấp 8 - bão nhiệt đới.
Cấp bão (Nhật Bản): 40 hải lý / 1 giờ - bão nhiệt đới. Áp suất:992 mbar (hPa).
Cấp bão (Hoa Kỳ): 50 hải lý / 1 giờ - bão nhiệt đới.

### Bão Songda (Chedeng)
Cấp bão (Việt Nam): cấp 17 - bão cuồng phong.
Cấp bão (Nhật Bản): 110 hải lý / 1 giờ - bão cuồng phong. Áp suất:920 mbar (hPa).
Cấp bão (Hoa Kỳ): 150 hải lý / 1 giờ - siêu bão cấp 5.

### Bão Sarika (Dodong) - Bão số 1
Cấp bão (Việt Nam): cấp 8 ~ cấp 9 - bão nhiệt đới.
Cấp bão (Nhật Bản): 40 hải lý / 1 giờ - bão nhiệt đới. Áp suất:996 mbar (hPa).
Cấp bão (Hoa Kỳ): 30 hải lý / 1 giờ - áp thấp nhiệt đới.

### Bão Haima (Egay) - Bão số 2
Cấp bão (Việt Nam): cấp 8 ~ cấp 9 - bão nhiệt đới.
Cấp bão (Nhật Bản): 40 hải lý / 1 giờ - bão nhiệt đới. Áp suất:985 mbar (hPa).
Cấp bão (Hoa Kỳ): 35 hải lý / 1 giờ - bão nhiệt đới.

### Bão Meari (Falcon)
Cấp bão (Việt Nam): cấp 11 ~ cấp 12 - bão nhiệt đới dữ dội.
Cấp bão (Nhật Bản): 60 hải lý / 1 giờ - bão nhiệt đới dữ dội. Áp suất:975 mbar (hPa).
Cấp bão (Hoa Kỳ): 55 hải lý / 1 giờ - bão nhiệt đới.

### Áp thấp nhiệt đới Goring
Cấp bão (Việt Nam): cấp 6 ~ cấp 7 - áp thấp nhiệt đới.
Cấp bão (Nhật Bản): 30 hải lý / 1 giờ - áp thấp nhiệt đới. Áp suất:1000 mbar (hPa).
Cấp bão (Hoa Kỳ): không dự báo.

### Bão Ma-on (Ineng)
Cấp bão (Việt Nam): cấp 15 ~ cấp 16 - bão cuồng phong.
Cấp bão (Nhật Bản): 95 hải lý / 1 giờ - bão cuồng phong. Áp suất:935 mbar (hPa).
Cấp bão (Hoa Kỳ): 115 hải lý / 1 giờ - bão cuồng phong cấp 4.

### Bão Tokage (Hanna)
Cấp bão (Việt Nam): cấp 8 - bão nhiệt đới.
Cấp bão (Nhật Bản): 35 hải lý / 1 giờ - bão nhiệt đới. Áp suất:1000 mbar (hPa).
Cấp bão (Hoa Kỳ): 30 hải lý / 1 giờ - áp thấp nhiệt đới.

### Bão Nock-ten (Juaning) - Bão số 3
Cấp bão (Việt Nam): cấp 10 ~ cấp 11 - bão nhiệt đới dữ dội.
Cấp bão (Nhật Bản): 50 hải lý / 1 giờ - bão nhiệt đới dữ dội. Áp suất:985 mbar (hPa).
Cấp bão (Hoa Kỳ): 65 hải lý / 1 giờ - bão cuồng phong cấp 1.

### Bão Muifa (Kabayan)
Cấp bão (Việt Nam): cấp 15 - bão cuồng phong.
Cấp bão (Nhật Bản): 95 hải lý / 1 giờ - bão cuồng phong. Áp suất:930 mbar (hPa).
Cấp bão (Hoa Kỳ): 140 hải lý / 1 giờ - siêu bão cấp 5.

### Áp thấp nhiệt đới Lando
Cấp bão (Việt Nam): cấp 6 ~ cấp 7 - áp thấp nhiệt đới.
Cấp bão (Nhật Bản): 30 hải lý / 1 giờ - áp thấp nhiệt đới. Áp suất:1002 mbar (hPa).
Cấp bão (Hoa Kỳ): không cảnh báo.

### Bão Merbok
Cấp bão (Việt Nam): cấp 10 - bão nhiệt đới dữ dội.
Cấp bão (Nhật Bản): 50 hải lý / 1 giờ - bão nhiệt đới dữ dội. Áp suất:980 mbar (hPa).
Cấp bão (Hoa Kỳ): 75 hải lý / 1 giờ - bão cuồng phong cấp 1.

### Áp thấp nhiệt đới 13W
Cấp bão (Việt Nam): cấp 7 - áp thấp nhiệt đới.
Cấp bão (Nhật Bản): 30 hải lý / 1 giờ - áp thấp nhiệt đới. Áp suất:1004 mbar (hPa).
Cấp bão (Hoa Kỳ): 30 hải lý / 1 giờ - áp thấp nhiệt đới.

### Bão Nanmadol (Mina)
Cấp bão (Việt Nam): cấp 15 ~ cấp 16 - bão cuồng phong.
Cấp bão (Nhật Bản): 100 hải lý / 1 giờ - bão cuồng phong. Áp suất:925 mbar (hPa).
Cấp bão (Hoa Kỳ): 140 hải lý / 1 giờ - siêu bão cấp 5.

### Bão Talas
Cấp bão (Việt Nam): cấp 10 - bão nhiệt đới dữ dội.
Cấp bão (Nhật Bản): 50 hải lý / 1 giờ - bão nhiệt đới dữ dội. Áp suất:970 mbar (hPa).
Cấp bão (Hoa Kỳ): 55 hải lý / 1 giờ - bão nhiệt đới.

### Bão Noru
Cấp bão (Việt Nam): cấp 8 ~ cấp 9 - bão nhiệt đới.
Cấp bão (Nhật Bản): 40 hải lý / 1 giờ - bão nhiệt đới. Áp suất:990 mbar (hPa).
Cấp bão (Hoa Kỳ): 45 hải lý / 1 giờ - bão nhiệt đới.

### Bão Kulap (Nonoy)
Cấp bão (Việt Nam): cấp 8 - bão nhiệt đới.
Cấp bão (Nhật Bản): 35 hải lý / 1 giờ - bão nhiệt đới. Áp suất:1000 mbar (hPa).
Cấp bão (Hoa Kỳ): 40 hải lý / 1 giờ - bão nhiệt đới.

### Bão Roke (Onyok)
Cấp bão (Việt Nam): cấp 14 - bão cuồng phong.
Cấp bão (Nhật Bản): 85 hải lý / 1 giờ - bão cuồng phong. Áp suất:940 mbar (hPa).
Cấp bão (Hoa Kỳ): 115 hải lý / 1 giờ - bão cuồng phong cấp 4.

### Bão Sonca
Cấp bão (Việt Nam): cấp 13 - bão cuồng phong.
Cấp bão (Nhật Bản): 70 hải lý / 1 giờ - bão cuồng phong. Áp suất:970 mbar (hPa).
Cấp bão (Hoa Kỳ): 90 hải lý / 1 giờ - bão cuồng phong cấp 2.

### Bão Nesat (Pedring) (Bão số 5)
Cấp bão (Việt Nam): cấp cấp 13 ~ cấp 14 - bão cuồng phong.
Cấp bão (Nhật Bản): 80 hải lý / 1 giờ - bão cuồng phong. Áp suất:980 mbar (hPa).
Cấp bão (Hoa Kỳ): 115 hải lý / 1 giờ - bão cuồng phong cấp 4.

### Bão Haitang (bão số 4)
Cấp bão (Việt Nam): cấp 8 - bão nhiệt đới.
Cấp bão (Nhật Bản): 35 hải lý / 1 giờ - bão nhiệt đới. Áp suất:996 mbar (hPa).
Cấp bão (Hoa Kỳ): 35 hải lý / 1 giờ - bão nhiệt đới.

### Bão Nalgae (Quiel) (Bão số 6)
Cấp bão (Việt Nam): cấp 15 - bão cuồng phong.
Cấp bão (Nhật Bản): 95 hải lý / 1 giờ - bão cuồng phong. Áp suất:935 mbar (hPa).
Cấp bão (Hoa Kỳ): 130 hải lý / 1 giờ - siêu bão cấp 4.

### Bão Banyan (Ramon)
Cấp bão (Việt Nam): cấp 8 - bão nhiệt đới.
Cấp bão (Nhật Bản): 35 hải lý / 1 giờ - bão nhiệt đới. Áp suất:1002 mbar (hPa).
Cấp bão (Hoa Kỳ): 30 hải lý / 1 giờ - áp thấp nhiệt đới.

### Áp thấp nhiệt đới 24W
Cấp bão (Việt Nam): cấp 6 ~ cấp 7 - áp thấp nhiệt đới.
Cấp bão (Nhật Bản): 30 hải lý / 1 giờ - áp thấp nhiệt đới. Áp suất:1004 mbar (hPa).
Cấp bão (Hoa Kỳ): 25 hải lý / 1 giờ - áp thấp nhiệt đới.

### Áp thấp nhiệt đới 25W
Cấp bão (Việt Nam): cấp 6 ~ cấp 7 - áp thấp nhiệt đới.
Cấp bão (Nhật Bản): không cảnh báo
Cấp bão (Hoa Kỳ): 25 hải lý / 1 giờ - áp thấp nhiệt đới. Áp suất:1007 mbar (hPa).

### Áp thấp nhiệt đới 26W
Cấp bão (Việt Nam): cấp 6 ~ cấp 7 - áp thấp nhiệt đới.
Cấp bão (Nhật Bản): 30 hải lý / 1 giờ - áp thấp nhiệt đới. Áp suất:1004 mbar (hPa).
Cấp bão (Hoa Kỳ): 25 hải lý / 1 giờ - áp thấp nhiệt đới.

### Bão Washi (Sendong) (Bão số 7)
Cấp bão (Việt Nam): cấp 10 - bão nhiệt đới dữ dội.
Cấp bão (Nhật Bản): 50 hải lý / 1 giờ - bão nhiệt đới dữ dội. Áp suất:992 mbar (hPa).
Cấp bão (Hoa Kỳ): 50 hải lý / 1 giờ - bão nhiệt đới.

## Tên gọi

### Tên quốc tế
Các xoáy thuận nhiệt đới được đặt tên theo danh sách bên dưới do Trung tâm khí tượng khu vực chuyên biệt ở Tokyo, Nhật Bản, khi một xoáy thuận đạt đến độ mạnh của bão. Các tên gọi do các thành viên của ESCAP/WMO Typhoon Committee đề xuất. Mỗi nước trong số 14 nước và vùng lãnh thổ thành viên đưa ra 10 tên gọi, được sử dụng theo thứ tự ABC, bằng tên tiếng Anh của quốc gia đó. Sau đây là 21 tên gọi dự kiến sẽ đặt cho các cơn bão năm 2011.
| - Aere (1101) - Songda (1102) - Sarika (1103) - Haima (1104) - Meari (1105) - Ma-on (1106) - Tokage (1107) | - Nock-ten (1108) - Muifa (1109) - Merbok (1110) - Nanmadol (1111) - Talas (1112) - Noru (1113) - Kulap (1114) | - Roke (1115) - Sonca (1116) - Nesat (1117) - Haitang (1218) - Nalgae (1119) - Banyan (1120) - Washi (1121) |

### Số hiệu cơn bão tại Việt Nam
Ở Việt Nam một cơn bão được đặt số hiệu khi nó đi vào vùng thuộc phạm vi theo dõi của Trung tâm Dự báo Khí tượng Thủy văn Trung ương được xác định trên biển Đông phía Tây kinh tuyến 120 độ kinh Đông và phía bắc vĩ tuyến 10 độ vĩ Bắc. Số hiệu của bão được đặt theo số thứ tự xuất hiện của nó trong năm ví dụ: Bão số 1, bão số 2,...
Dưới đây là các cơn bão đã được Trung tâm Dự báo Khí tượng Thủy văn Trung ương Việt Nam đặt số hiệu trong năm 2011:
| - Bão số 1 (Sarika) (đổ bộ Nam Trung Quốc) - Bão số 2 (Haima) (đổ bộ Nam Định) - Bão số 3 (Nock-ten) (đổ bộ phía Nam Thanh Hóa) - Bão số 4 (Haitang) (đổ bộ Quảng Trị) - Bão số 5 (Nesat) (đổ bộ Quảng Ninh) - Bão số 6 (Nalgae) (tan ở ven bờ Quảng Bình) - Bão số 7 (Washi) (tan ở nam biển Đông) |

### Tên địa phương của Philippines

Khi một xoáy thuận nhiệt đới đi vào khu vực PAGASA theo dõi sẽ được đặt tên bằng danh sách tên bão riêng của họ

Cơ quan Pagasa sử dụng chương trình đặt tên riêng của mình cho cơn bão nhiệt đới trong khu vực theo dõi của họ. Pagasa đặt tên cho áp thấp nhiệt đới đã hình thành trong khu vực theo dõi của mình và bất kỳ cơn bão nhiệt đới có thể di chuyển vào khu vực theo dõi của họ. Nên danh sách các tên trong năm đó bị sử dụng hết, tên sẽ được lấy từ một danh sách phụ trợ, các bão đầu tiên được xuất bản mỗi năm trước khi mùa bão bắt đầu. Tên còn lập lại (chưa bị khai tử) từ danh sách này sẽ được sử dụng một lần nữa trong mùa bão năm 2015. Đây là danh sách tương tự được sử dụng trong mùa bão 2007.

| - Amang (02W) - Bebeng (1101) - Chedeng (1102) - Dodong (1103) - Egay (1104) | - Falcon (1105) - Goring - Hanna (1107) - Ineng (1106) - Juaning (1108) | - Kabayan (1109) - Lando - Mina (1111) - Nonoy (1114) - Onyok (1115) | - Pedring (1117) - Quiel (1119) - Ramon (1120) - Sendong (1121) - Tisoy (chưa sử dụng) | - Ursula (chưa sử dụng) - Viring (chưa sử dụng) - Weng (chưa sử dụng) - Yoyoy (chưa sử dụng) - Zigzag (chưa sử dụng) |

Danh sách phụ trợ

| - Abe (chưa sử dụng) - Berto (chưa sử dụng) | - Charo (chưa sử dụng) - Dado (chưa sử dụng) | - Estoy (chưa sử dụng) - Felion (chưa sử dụng) | - Gening (chưa sử dụng) - Herman (chưa sử dụng) | - Irma (chưa sử dụng) - Jaime (chưa sử dụng) |